# Карамышево (Татарстан)
Карамышево (тат. Кармыш) — село в Черемшанском районе Татарстана. Административный центр Карамышевского сельского поселения.

## География
Расположено на реке Сульча, в 29 км к северу от села Черемшан.

## История
Основано в XVIII веке. 
В XVIII - первой половине XIX века жители относились к сословию государственных крестьян. Занимались земледелием, разведением скота, красильно-набивным промыслом. 
В «Списке населенных мест по сведениям 1859 года», изданном в 1866 году, населённый пункт упомянут как казённая деревня Карамышево 1-го стана Чистопольского уезда Казанской губернии. Располагалась при безымянном ключе, по левую сторону торгового тракта из Чистополя в Бугульму, в 70 верстах от уездного города Чистополя и в 24 верстах от становой квартиры в казённом пригороде Новошешминске. В деревне, в 128 дворах жили 814 человек (387 мужчин и 427 женщин), была мечеть.
В начале XX века здесь действовали мечеть, мектеб, крупообдирка, 5 мелочных лавок. В этот период земельный надел сельской общины составлял 1200 десятин. 
До 1920 года село входило в Кутеминскую волость Чистопольского уезда Казанской губернии. С 1920 года в составе Чистопольского кантона ТАССР. С 10.08.1930 в Первомайском, с 01.02.1963 в Лениногорском, с 12.01.1965 в Черемшанском районах.

## Население
| 1782 | 1859 | 1897 | 1908 | 1920 | 1926 | 1949 | 1958 | 1970 | 1979 | 1989 | 2002 |
| ---- | ---- | ---- | ---- | ---- | ---- | ---- | ---- | ---- | ---- | ---- | ---- |
| 74   | 814  | 1305 | 1543 | 1559 | 1000 | 650  | 589  | 687  | 551  | 390  | 381  |

Национальный состав села — татары.

## Экономика
Полеводство, скотоводство. 

## Инфраструктура
Средняя школа, дом культуры, библиотека. 

## Религия
Мечеть.